# 久保带人
久保带人（1977年6月26日—），是日本男性漫画家，广岛县出身。

## 簡歷
- 1995年 - 高中3年級初次投稿作品時、擔任的責任編輯便很欣賞這位新人。
- 1995年 - 《FIRE IN THE SKY》於ホップ☆ステップ賞（日语：ホップ☆ステップ賞）最終選拔中被淘汰。
- 1996年 - 《週刊少年Jump》增刊上發表出道作《ULTRA UNHOLY HEARTED MACHINE》。當時的筆名為。
- 1996年 - 《週刊少年Jump》36號上發表《刻魔師 麗》。
- 1997年 - 《週刊少年Jump》51號上發表《BAD SHIELD UNITED》。
- 1999年 - 《週刊少年Jump》34號上開始連載（至2000年11號）。坐飛機上京時，於本作開始將筆名變更為。
- 2000年 - 《赤丸Jump》2001 Winter上發表《BLEACH》的前身與prototype（原型）版。
- 2001年 - 《週刊少年Jump》36、37合併號、開始連載《BLEACH》（至2016年38號）。
- 2004年 - 《BLEACH》電視動畫化。（東京電視台系）
- 2005年 - 《BLEACH》獲得第50回（平成16年度）小學館漫畫賞少年漫畫部門的受獎。
- 2006年 - 《BLEACH》劇場版化。（東寶系）
- 2022年 - 《BLEACH》最終章《千年血戰篇》電視動畫化。（東京電視台系）

## 作品

### 漫畫
| 標題                         | 形式 | 出版社 | 刊載雜誌                        | 連載開始           | 連載結束   | 備註                          |
| ---------------------------- | ---- | ------ | ------------------------------- | ------------------ | ---------- | ----------------------------- |
| FIRE IN THE SKY              | 單篇 | 集英社 | －                              | －                 | －         | 第126回Hop☆Step賞最終選拔落選 |
| ULTRA UNHOLY HEARTED MACHINE | 單篇 | 集英社 | 《週刊少年Jump Summer Special》 | 1996年8月4日號     | 不適用     | 久保宜章名義                  |
| 刻魔師 麗                    | 單篇 | 集英社 | 《週刊少年Jump》                | 1996年36號         | 不適用     | 久保宜章名義                  |
| BAD SHIELD UNITED            | 單篇 | 集英社 | 《週刊少年Jump》                | 1997年51號         | 不適用     | 久保宜章名義                  |
| 黑腕死神                     | 連載 | 集英社 | 《週刊少年Jump》                | 1999年34號         | 2000年11號 |                               |
| BLEACH                       | 單篇 | 集英社 | 《赤丸Jump》                    | 2001年WINTER       | 不適用     |                               |
| BLEACH                       | 連載 | 集英社 | 《週刊少年Jump》                | 2001年36、37合併號 | 2016年38號 | 第50回小學館漫畫賞少年向部門  |
| BURN THE WITCH               | 單篇 | 集英社 | 《週刊少年Jump》                | 2018年33號         | 不適用     |                               |
| BURN THE WITCH               | 連載 | 集英社 | 《週刊少年Jump》                | 2020年38號         | 2020年41號 |                               |
| BLEACH 獄頤鳴鳴篇            | 單篇 | 集英社 | 《週刊少年Jump》                | 2021年36、37合併號 | 不適用     |                               |

### 插畫
- （著：松原真琴）

### 畫集
- All Colour But The Black All（2006年）
- （2019年）
- （2021年）
- （2022年）

### 角色原案
- 新櫻花大戰（2019年）
  - 新樱花大战 the Animation（2020年）